# Laurie Thomassin
Pour les articles homonymes, voir Thomassin.
Laurie Thomassin est une nageuse française née le 25 mars 1986 à Nîmes.
Elle est membre de l'équipe de France aux Jeux olympiques d'été de 2004 à Athènes, prenant part au relais 4x100 mètres quatre nages, et est éliminée en séries. Elle est aussi médaillée d'or du relais 4x100 mètres quatre nages aux Championnats d'Europe de natation 2004 à Madrid.
Elle est championne de France de natation sur 100 mètres brasse en 2004.